# Charistica
Charistica is een geslacht van vlinders van de familie tastermotten (Gelechiidae).

## Soorten
- C. caeligena (Meyrick, 1922)
- C. callichroma (Meyrick, 1914)
- C. exteriorella (Walker, 1864)
- C. ioploca (Meyrick, 1922)
- C. iriantha (Meyrick, 1914)
- C. porphyraspis (Meyrick, 1909)
- C. rhodopetala (Meyrick, 1922)
- C. sandaracota (Meyrick, 1914)
- C. walkeri (Walsingham, 1911)